# Karl Buhl (Politiker)
Karl Buhl (* 25. Februar 1884 in Ansbach; † 1978) war ein deutscher Verwaltungsjurist und Kommunalpolitiker.

## Leben
Karl Buhl besuchte das Gymnasium in Ansbach und Nürnberg. Anschließend studierte er an den Universitäten Erlangen, Kiel und Würzburg Rechts- und Staatswissenschaften. In Erlangen wurde er 1905 Mitglied des Corps Onoldia. 1907 legte er das Referendarexamen ab. 1908 wurde er in Würzburg zum Dr. iur. et rer. pol. promoviert. Nach dem Referendariat in Erlangen und Nürnberg legte er 1910 das Assessorexamen ab. 1911 wurde er Amtsanwalt in Fürth. Am Ersten Weltkrieg nahm er in dessen vollen Länge bei der schweren Artillerie teil. Als Auszeichnungen erhielt er das Eiserne Kreuz II. und I. Klasse.
Am 1. Februar 1919 wurde Buhl zum Rechtsrat in Hof (Saale) ernannt. Am 1. September 1919 wurde er II. Bürgermeister und am 1. Oktober 1919 I. Bürgermeister der Stadt Hof. Anfang 1924 wurde er von der bayerischen Regierung zum Oberbürgermeister ernannt. Das Amt hatte er bis September 1933 inne. Auf seine Initiative entstanden in Hof das neue Krankenhaus, der Ausbau der technischen Werke, neue Brücken und Straßen sowie das städtische Busnetz.

## Schriften
- Die Kranken- und Verwundetentransporte nach der Genfer Konvention von 1906, 1908